# Hramše
Hramše so hribovsko naselje na severnem obrobju Spodnje Savinjske doline v Občini Žalec in spadajo pod Krajevno skupnost Galicija. Ležijo pod vznožjem Kjumberka in Dobnika. Ceste iz Hramš vodijo na sever proti Velenju in Dobrni, na vzhodu proti Zavrhu, proti jugu pa so povezane z Galicijo in Pirešico. Obdelovalne zemlje je malo. Veliko površin je pokritih z gozdom.
V Hramšah živi tudi slovenski smučarski skakalec Timi Zajc.